# 查尔斯·克里奇菲尔德
查尔斯·路易斯·克里奇菲尔德（1910年6月7日—1994年2月12日）是美国数学物理学家，1939年从乔治·华盛顿大学取得博士学位，师从爱德华·泰勒。1943年，罗伯特·奥本海默和泰勒邀请克里奇菲尔德加入曼哈顿计划的洛斯阿拉莫斯实验室，负责研制枪式裂变武器——小男孩和瘦子。在发现枪式的可行性不高之后，他又转至罗伯特·巴彻处，领导小组研制原子弹引爆机制。该小组的成果最后演变成为胖子的引爆装置。